# 카랑탕
카랑탕(프랑스어: Carentan, '꺄헝텅')은 프랑스 북서부 노르망디에 있는 코탕탱반도 북동쪽 기슭 근처의 작은 시골 마을로, 인구는 약 6,000명이다. 이전에는 코뮌이었으며, 망슈 데파르트망에 속했다. 2016년 1월 1일, 새로운 코뮌인 카랑탕레마레로 합병되었다. 이 마을은 제2차 세계 대전 상륙 작전의 전략적인 초기 목표였다. 마을을 점령하는 것이 도브강 하구에서 나뉘는 유타와 오마하 해변의 상륙지점을 연결하는 데 필요했기 때문이다 (인근 들판은 독일군에 의해 마을 외곽까지 침수되었다). 이 마을은 또한 매우 중요한 항만 시설이 있는 셰르부르와 오트빌을 점령하기 위한 중간 경유지로서도 필요했다.

## 역사
카랑탕은 1450년 백년 전쟁 중 벌어진 중세 포르미니 전투 현장과 가깝다. 이 마을은 또한 고대 갈리아의 항구인 크로시아토눔 (로마 문헌에 기록됨)에 대한 역사적 언급의 장소일 가능성이 높다. 이곳은 우넬리 (또는 베넬리, 또는 베넬리) 부족 (그리스어: Οὐένελοι)의 소유지였으며, 노르망디 해변에서 약간 내륙으로 들어간 도브강에 위치해 있었다. 인근 강 계곡의 완만한 경사는 보트 건설에 탁월했다.

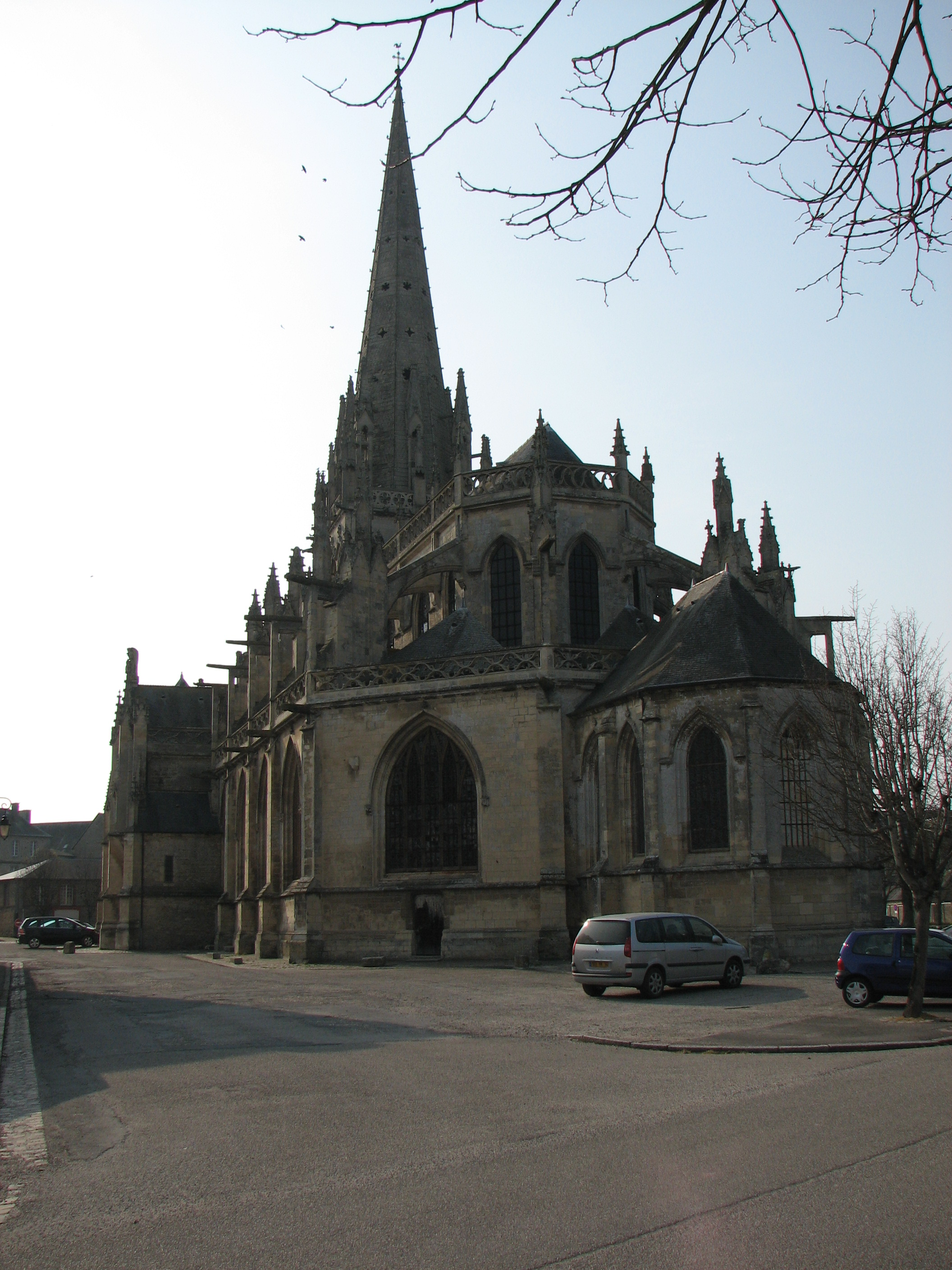
카랑탕 교회

### 제2차 세계 대전
1944년 6월 6일 이른 아침, 미국 제82공수사단과 제101공수사단이 코탕탱반도 기슭에 상륙했다. 상륙은 흩어졌지만, 이들은 미국 제7군단이 유타 해변에서 진격할 대부분의 경로를 확보했다. 유타 해변은 연합군 우익(서쪽)으로, 두브강으로 인해 오마하 해변 및 다른 교두보들과 분리되어 있었다. 미국 제4보병사단은 동이 튼 직후 유타 해변에 상륙하여 사상자가 거의 없었으며, 미래 연합군 작전에 중요한 요새화된 항구인 셰르부르로의 이동을 준비하기 시작했다.
상륙 직후, 유타 해변의 연합군에게 우선순위는 동쪽의 연합군 상륙 지점과 연결하는 것이었다. 이 임무는 해당 지역에 상륙하여 내륙 목표물(예: 포병 진지)에 대한 공격을 수행하고 독일군 증원군으로부터 해당 지역을 확보하고 차단하던 제101공수사단에 할당되었다.
6월 9일까지 제101공수사단은 흩어진 부대들을 충분히 재편성했다. 그들은 침수된 들판을 가로지르는 몇몇 둑길을 통해 침수된 두브강을 건널 수 있었다. 다음 날 카랑탕 전투에서 카랑탕은 제101공수사단에게 함락되었다. 새벽 공격으로 시작된 이 전투는 강력하게 준비된 진지에 박혀 있던 독일군에 맞서 하루 종일 격렬하게 벌어진 시가전이었다. 이 마을의 점령은 오마하에서 유타 해변으로, 그리고 오마하 동쪽의 다른 세 곳의 상륙 지점으로 이어지는 지속적인 전선을 연합군에게 제공했다. 미군은 6월 13일 마을 남서쪽에서 벌어진 블러디 걸치 전투로 알려진 독일군의 기갑 증원 반격에도 불구하고 마을을 계속 점령했다.

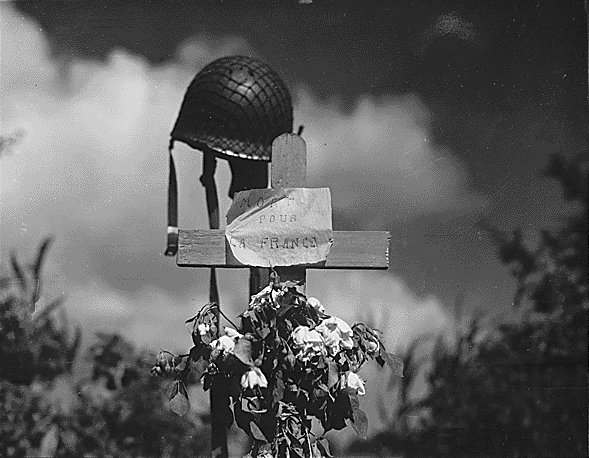
프랑스 민간인들이 1944년 6월 17일 독일 점령으로부터 프랑스를 해방시키려는 노력 중에 쓰러진 미군 병사에게 경의를 표하기 위해 세운 침묵의 헌사

6월 15일, 제9공군 IX 공병사령부의 공병들은 마을 남쪽에 전투기용 전진 착륙 비행장 건설을 시작했다. 6월 25일에 작전이 선포된 이 비행장은 "A-10"으로 지정되었다. 8월 중순까지 제50전투비행단의 P-47 썬더볼트가 사용했으며, 그 후 11월에 폐쇄될 때까지 보급 및 부상병 수송을 위한 지원 비행장으로 사용되었다. 오늘날, 작은 사설 비행장이 전시 시설의 일부에 위치해 있다.

### 제101공수부대 행진곡
"제101공수부대 행진곡"은 1944년 6월 카랑탕 해방 기념을 위해 노르망디 작곡가 다니엘 부르델레스가 작곡했다. 카랑탕에서 만들어진 이 행진곡은 마을에서 제작한 CD "카랑탕, 하늘의 기억" (1994)에서 발췌되었다. 이 곡은 프랑스3 지역 TV에서 노르망디 해방 영화의 배경 음악으로 정기적으로 사용된다.

### 문장
| 카랑탕의 문장 | 카랑탕의 문장은 다음과 같이 기술된다: 아르장, 9개의 오를 구울 빌레트 안에 펼쳐진 독수리, 아주르색 치프에 3개의 오르 플뢰르 드 리스. |

## 자매 도시
- 셀비[6]
- 발트피슈바흐-부르갈벤
- 켄터키주 홉킨스빌 (2019년부터)[7]

## 같이 보기
- 카랑탕 전투
- 망슈 데파르트망의 코뮌 목록
- 크로시아토눔
- 카랑탕성